# Wohnhaus Ringstraße 16 (Radebeul)
Das kleine Wohnhaus mit Einfriedung in der Ringstraße 16 des sächsischen Radebeul ist eines der typischen Gebäude eines Häuslers in der Lößnitz. Es liegt in Hanglage am Rand der Ortslage von Kötzschenbroda-Oberort.

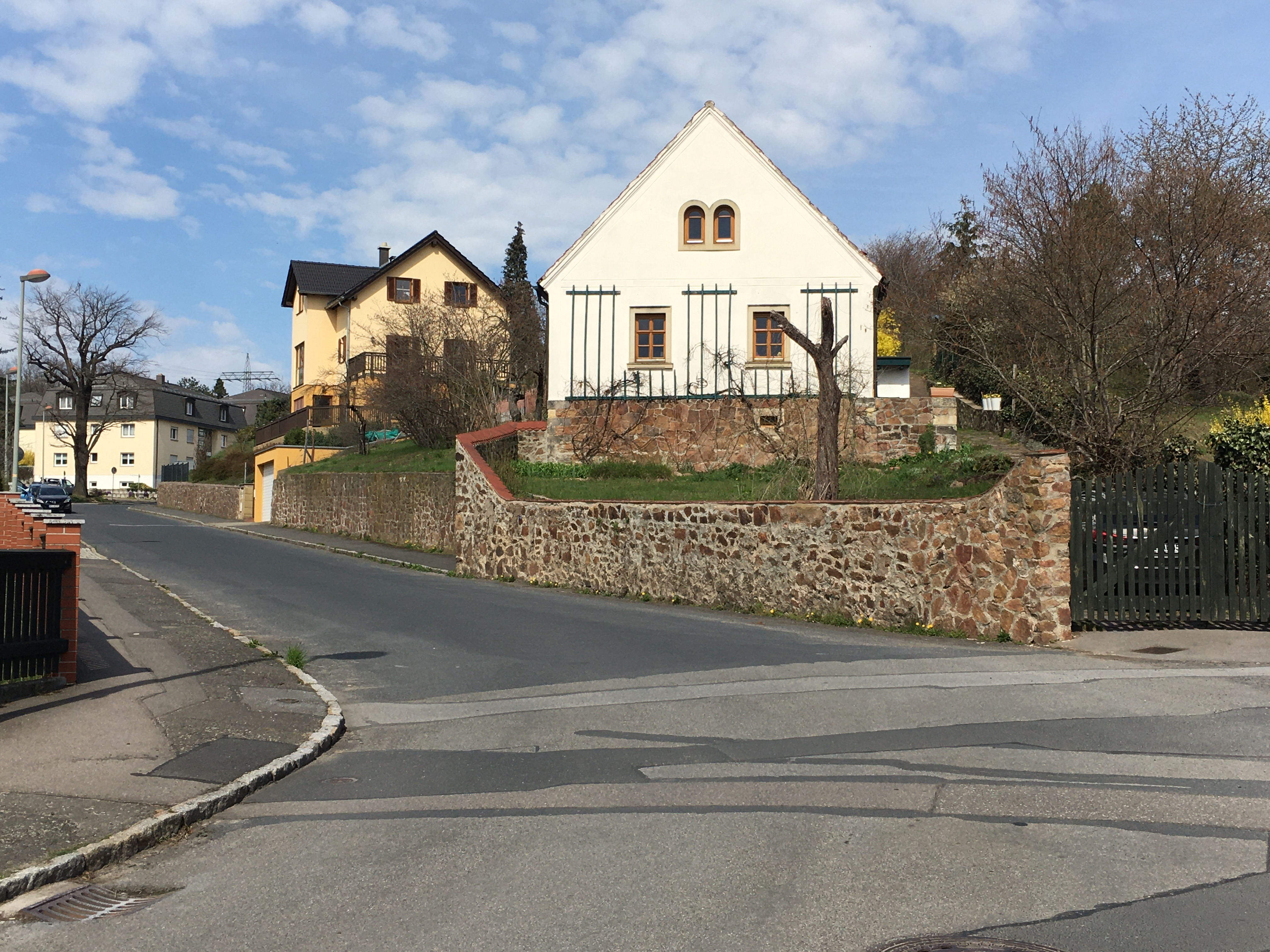
Wohnhaus Ringstraße 16

## Beschreibung

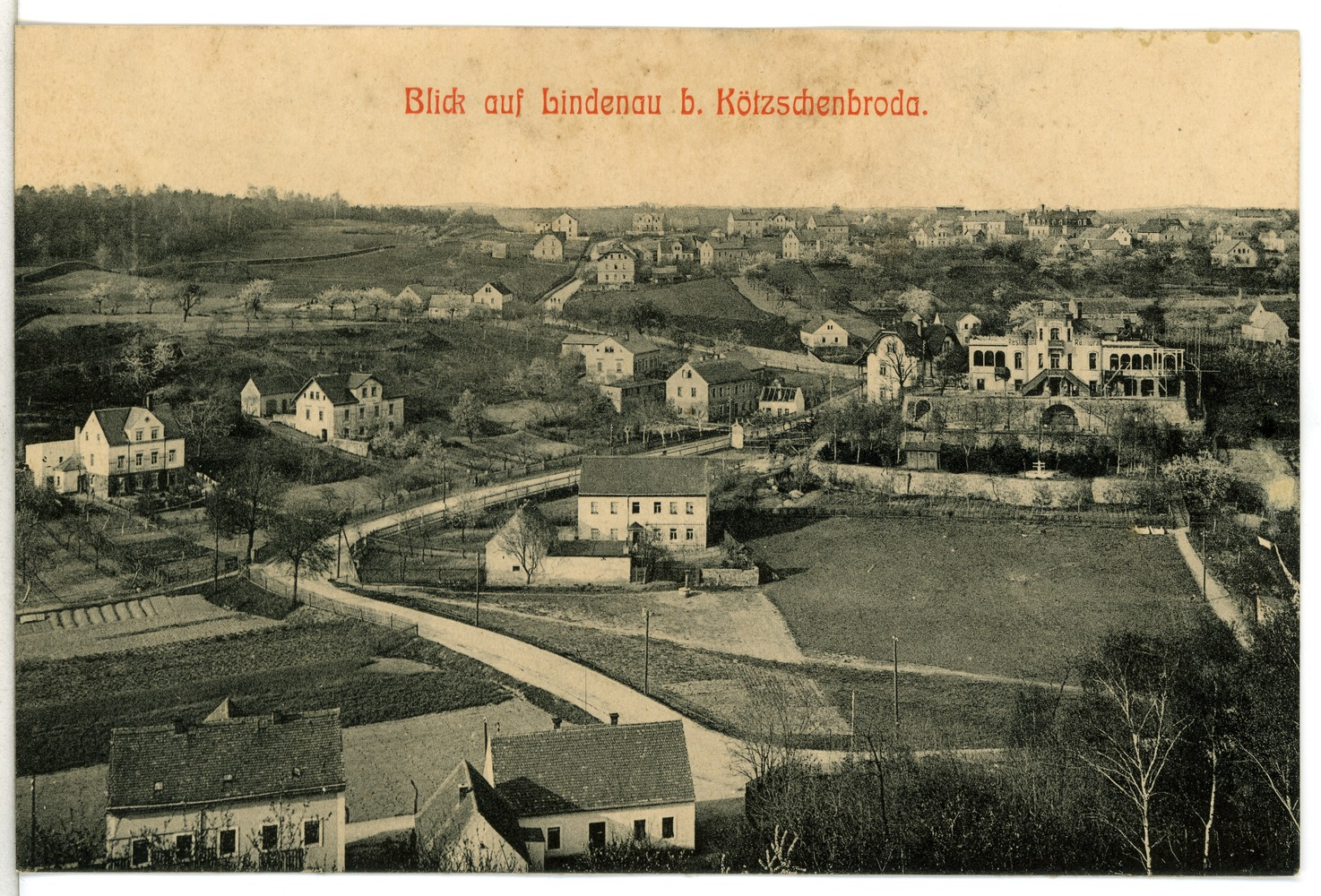
Wohnhaus 1911 gleich links der großen Lößnitzburg und oberhalb der Ringstraße

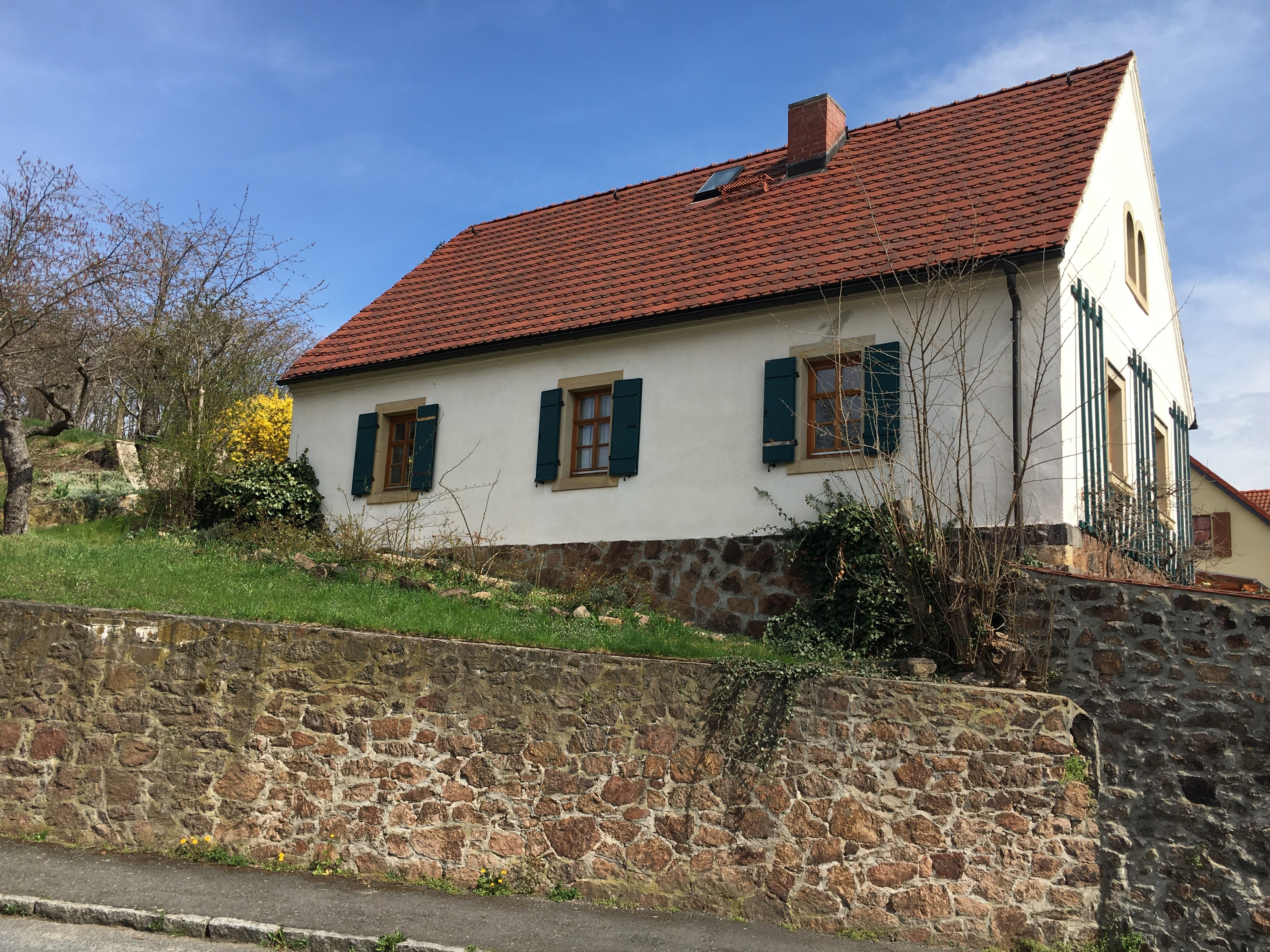
Hanglage mit Bruchstein-Stützmauer

Der in Lindenau ansässige Maurer Friedrich August Menzel beantragte im August 1884, sich ein Haus bauen zu dürfen, was im November des Jahres genehmigt wurde. Der Baumeister F. A. Bernhard Große aus Kötzschenbroda entwarf und baute ihm ein eingeschossiges, geputztes Wohnhaus mit ziegelgedecktem Satteldach. Die Traufseite ist fünf Achsen lang, die Giebelseite zwei Achsen. Der Eingang ist mittig in einer Traufseite.
Im straßenseitigen Giebel befindet sich ein kleines, gekuppeltes Rundbogenfenster. Die Baurevision erfolgte im August 1885.
Zu dem nebst Einfriedung denkmalgeschützten Gebäude gehören Sandsteinteile und Weinspaliere sowie zum Hang hin Bruchstein-Stützmauern.
Das Haus ist insbesondere sozialgeschichtlich von Bedeutung.